# Internationaal filmfestival van Rome
Het Internationaal filmfestival van Rome (Festival Internazionale del Film di Roma) is een filmfestival dat sinds 2006 jaarlijks in oktober te Rome wordt gehouden. Het festival heette tijdens de edities 2006-2008 CINEMA. Festa Internazionale di Roma, maar heeft sinds 2009 zijn huidige naam. Hoofdlocatie van het festival is het Auditorium Parco della Musica.

## Programma
Het programma kent een aantal vaste onderdelen:
De officiële selectie - Dit is het hoofdprogramma waarin o.a. de films te zien zijn die meedoen aan de competitie.
Extra - Hiervan maken o.a. documentaires en retrospectieven deel uit.
Alice nella città - Een programma van jeugdfilms.
Focus - Dit onderdeel vestigt ieder jaar de aandacht op een speciaal thema, zoals India, Brazilië en de klimaatverandering.

## Prijzen
De jury kent vier prijzen toe: de Gouden Marc’Aurelio voor de beste film, en drie keer een Zilveren Marc’Aurelio voor de beste acteur, beste actrice en voor de grote juryprijs. Daarnaast wordt ieder jaar een gouden Marc’Aurelio door de jury toegekend aan een acteur als carrièreprijs. Bij de prijzen hoort een standbeeldje dat is ontworpen door de Italiaanse juwelier Bulgari en dat is gebaseerd op het ruiterstandbeeld van Marcus Aurelius.
Naast deze juryprijzen zijn er ook nog andere prijzen zoals een publieksprijs, en de Alice nella città voor de beste jeugdfilm voor de leeftijd 8-12 jaar én een voor de leeftijd 13-17 jaar.
Beste film
- 2006: Izobrajaya Zhertvy/ Posing as a victim, Playing the victim van Kirill Serebrennikov
- 2007: Juno van Jason Reitman
- 2008: Opium war van Siddiq Barmak
- 2009: Broderskab/ Brotherhood van Nicolo Donato

Beste acteur
- 2006: Giorgio Colangeli (in L´aria salata van Alessandro Angelini)
- 2007: Rade Šerbedzija (in Fugitive Pieces van Jeremy Podeswa)
- 2008: Bohdan Stupka (in Serce na dloni/ With a Warm Heart van Krzysztof Zanussi)
- 2009: Sergio Castellitto (in Alza la Testa van Alessandro Angelini)

Beste actrice
- 2006: Ariane Ascaride (in Le Voyage en Arménie/ Armenia van Robert Guédiguian)
- 2007: Jiang Wenli (in Li Chun van Gu Chang Wei)
- 2008: Donatella Finochiaro (in Galantuomini van Edoardo Winspeare)
- 2009: Helen Mirren (in The Last Station van Michael Hoffman)

Grote juryprijs
- 2006: This Is England van Shane Meadows
- 2007: Hafez van Abolfazl Jalili
- 2008: -
- 2009: L'uomo che verrà van Giorgio Diritti

Carrièreprijs
- 2006: Sean Connery
- 2007: Sophia Loren
- 2008: Al Pacino
- 2009: Meryl Streep